# Old Lyme
Old Lyme – nabrzeżne miasto w Stanach Zjednoczonych, w stanie Connecticut, w hrabstwie New London. Nazwane jest na cześć angielskiego miasta Lyme Regis w Dorset. Od nazwy "Old Lyme" oraz od sąsiadującego miasta Lyme pochodzi określenie na boreliozę w języku angielskim (Lyme disease). 